# Osio Sotto
Osio Sotto – miejscowość i gmina we Włoszech, w regionie Lombardia, w prowincji Bergamo.
Według danych na styczeń 2009 gminę zamieszkiwało 11 639 osób przy gęstości zaludnienia 1562 os./1 km².